# Full House (Fairport Convention)
| Recensione     | Giudizio        |
| -------------- | --------------- |
| AllMusic       | [ 1 ]           |
| Piero Scaruffi | 7/10            |
| Sputnikmusic   | 3.8 (Excellent) |

Full House è un album discografico dei Fairport Convention, pubblicato dall'etichetta discografica Island Records nel luglio del 1970.
Ancora cambiamenti d'organico nel gruppo, prima delle registrazioni dell'album lasciano la cantante Sandy Denny ed il membro fondatore della band Ashley Hutchings, mentre viene ingaggiato il bassista Dave Pegg.

## Tracce
Lato A
1. Walk Awhile – 9:13 (Dave Swarbrick, Richard Thompson)
2. Dirty Linen – 3:35 (Tradizionale; arrangiamento Dave Swarbrick)
3. Sloth – 2:59 (Dave Swarbrick, Richard Thompson)

Durata totale: 15:47
Lato B
1. Sir Patrick Spens – 4:30 (Tradizionale; arrangiamento Fairport Convention)
2. Flatback Caper – 6:24 (Tradizionale; arrangiamento Fairport Convention)
3. Doctor of Physick – 4:12 (Dave Swarbrick, Richard Thompson)
4. Flowers of the Forest – 3:58 (Tradizionale; arrangiamento Fairport Convention)

Durata totale: 19:04
Edizione CD del 2001, pubblicato dalla Island Records (586375-2)
1. Walk Awhile – 4:01 (Dave Swarbrick, Richard Thompson)
2. Doctor of Physick – 3:33 (Dave Swarbrick, Richard Thompson)
3. Dirty Linen – 4:14 (Tradizionale; arrangiamento Dave Swarbrick)
4. Sloth – 9:15 (Dave Swarbrick, Richard Thompson)
5. Sir Patrick Spens – 3:32 (Tradizionale; arrangiamento Fairport Convention)
6. Flatback Caper – 6:22 (Tradizionale; arrangiamento Fairport Convention)
7. Poor Will & the Jolly Hangman – 5:31 (Dave Swarbrick, Richard Thompson)
8. Flowers of the Forest – 4:04 (Dave Swarbrick, Richard Thompson)
9. Now Be Thankful (Mono) – 2:24 (Dave Swarbrick, Richard Thompson) – Bonus Track
10. Sir B. McKenzie's Daughter's Lament for the 77th Mounted Lancers Retreat from the Straits of Loch Knombe, in the Year of Our Lord 1727, on the Occasion of the Announcement of Her Marriage to the Laird of Kinleakie – 2:52 (Tradizionale; arrangiamento Fairport Convention) – Bonus Track
11. Bonny Bunch of Roses – 10:48 (Tradizionale; arrangiamento Fairport Convention) – Bonus Track
12. Now Be Thankful (New Stereo Mix) – 2:24 (Dave Swarbrick, Richard Thompson) – Bonus Track

Durata totale: 59:00

## Formazione
- Richard Thompson - voce, chitarra
- Simon Nicol - voce, chitarra elettrica, chitarra acustica, basso, dulcimer
- Dave Pegg - voce, basso, mandolino
- Dave Swarbrick - voce, fiddle, viola, mandolino
- Dave Mattacks - batteria, harmonium, bodhrán

Note aggiuntive
- Joe Boyd - produttore (per la Witchseason Productions Ltd.)
- Registrazioni effettuate al Sound Techniques di Londra nel febbraio-aprile 1970
- John Wood - ingegnere delle registrazioni[4]

## Classifica
Album
| Anno | Classifica            | Posizione raggiunta |
| ---- | --------------------- | ------------------- |
| 1970 | Official Albums Chart | 13                  |